# Ônibus movido a hidrogênio
O ônibus movido a hidrogênio (português brasileiro) ou autocarro movido a hidrogénio (português europeu) são ônibus que utilizam células combustíveis de hidrogênio como fonte de energia para seus motores elétricos (ao invés do tradicional diesel), algumas vezes amplificadas com o uso híbrido de baterias ou supercapacitores.
Poucas companhias estão conduzindo as pesquisas em células combustíveis de hidrogênio e testes práticos. Elas incluem:
- Daimler AG, com trinta e seis unidades experimentais providas de células combustíveis pela Ballard Power Systems, contando com três anos de testes em onze cidades, em janeiro de  2007.[2][3]
- Thor Industries, baseado na tecnologia de células combustíveis UTC Power
- Irisbus, baseados na tecnologia UTC Power

Nas últimas décadas, a importância de se investir em tecnologias que não degradem o meio ambiente foi crescendo cada vez mais. É de conhecimento público que o uso de transportes que utilizam combustíveis fósseis são um dos principais causadores de poluição do ar atmosférico, devido aos poluentes advindos da queima dos combustíveis. Foi nesse contexto que surgiram as primeiras pesquisas para a criação de veículos movidos a eletricidade, gerada por células combustíveis abastecidas por hidrogênio, ainda na década de 1980.
No mundo, cerca de 20% da emissão de CO₂ são causadas pelo sistema de transportes, além da participação deste para o efeito estufa e emissão de outros poluentes. Já no Brasil, segundo o Ministério da Ciência e Tecnologia (MCT), a emissão é cerca de 9% do total. Sendo este um número substancial, tanto a nível mundial, quanto a nacional, a busca de alternativas é o planejamento para o que precisa ser o futuro.
O Brasil possui a maior frota de ônibus do mundo. Apenas esse tipo de transporte responde a mais de 60% dos deslocamentos urbanos, enquanto os carros ficam com menos de 30% de participação. Entretanto, o ônibus emite apenas 7% dos gases poluentes, enquanto os carros contribuem com cerca de 50%. Esses dados, em união com os dados da participação dos sistemas de transportes na poluição, justificam as pesquisas nacionais brasileiras na criação de ônibus movidos a hidrogênio.
Para fazer o ônibus a hidrogênio funcionar, é necessário produzir o hidrogênio a partir da eletrólise, que normalmente é feita da água. A seguir, é colocado o combustível em uma célula, juntamente com o oxigênio, o comburente, onde ocorrem reações eletroquímicas.
Os primeiros testes com esse tipo de ônibus foram feitos na Europa, em 2004. No Brasil, houve dois projetos: o da Empresa Metropolitana de Transportes Urbanos de São Paulo (EMTU) e o da Universidade Federal do Rio de Janeiro (UFRJ).

## Produção de H₂

### Eletrólise

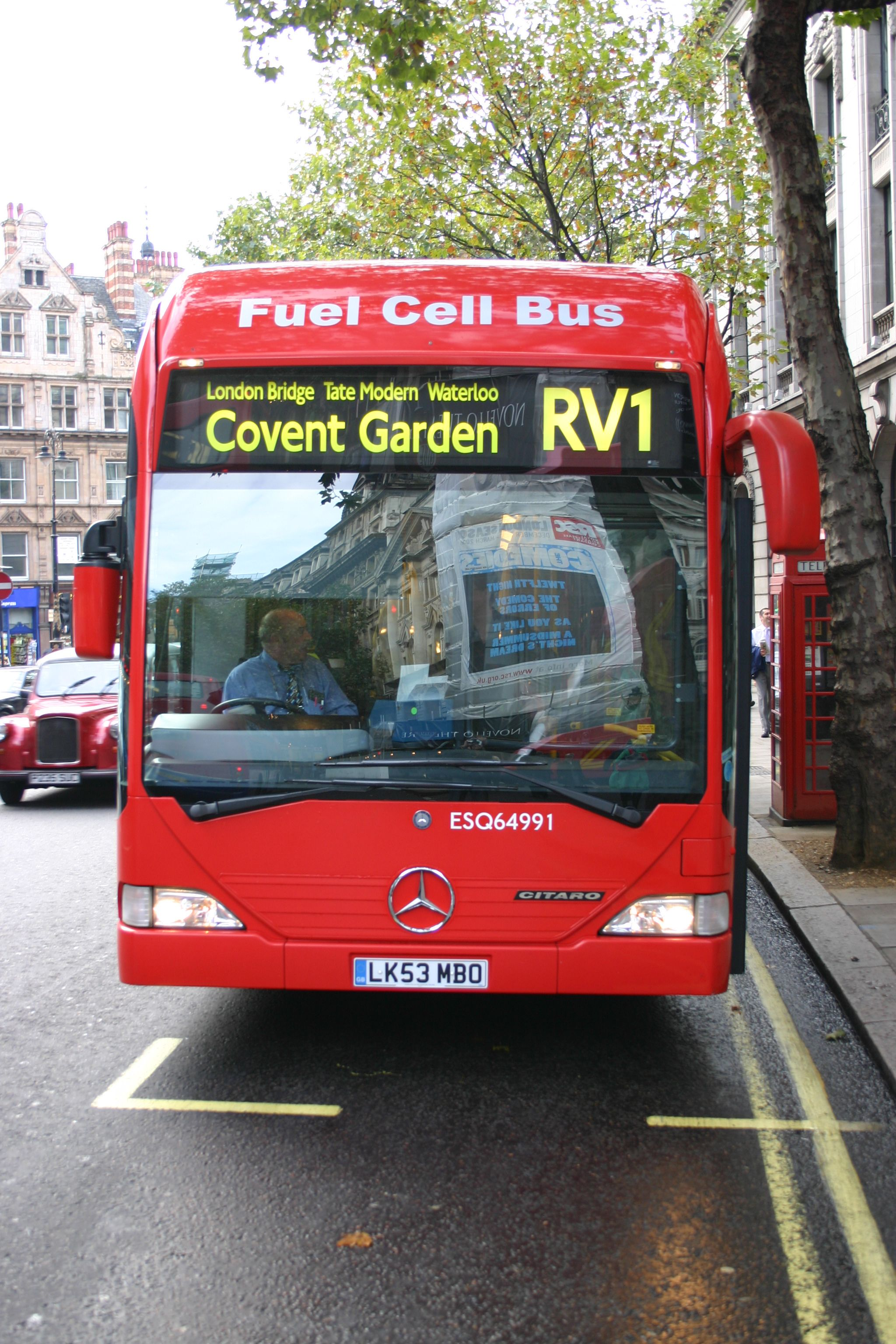
Mercedes-Benz (Daimler AG) Citaro ônibus movido a célula combustível em Aldwych, Londres, em 19 de outubro de 2005

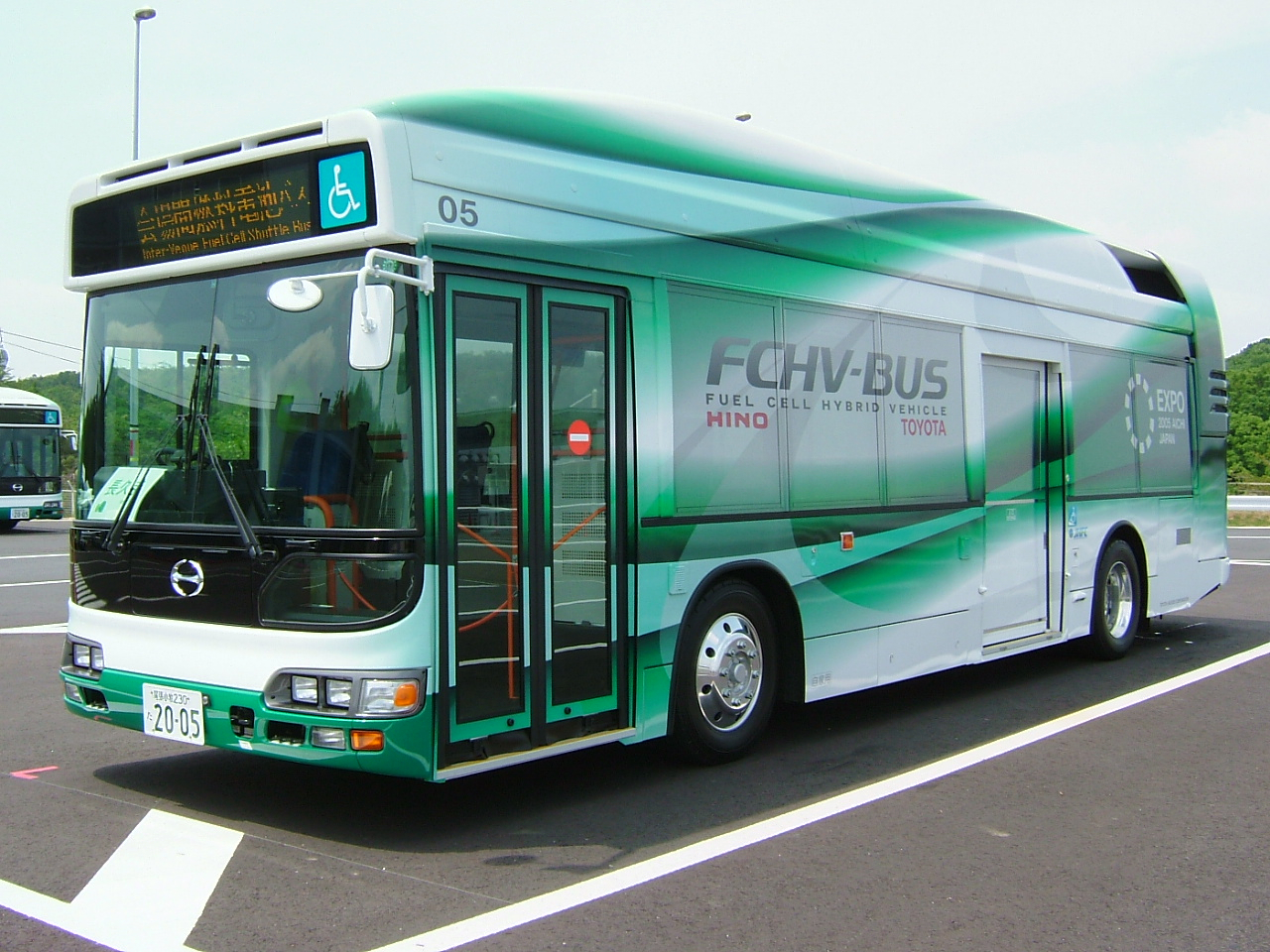
FCHV-BUS da Toyota no Expo 2005

Eletrólise é o procedimento pelo qual se transforma energia elétrica em energia química. Esse fenômeno não é espontâneo e deve ser forçado por uma bateria ou pela rede elétrica. As eletrólises ocorrem em um recipiente chamado cuba eletrolítica, que consiste em uma cuba com dois eletrodos ligados a uma bateria.
Os produtos da eletrólise da água, comumente usada para a produção de hidrogênio, são o oxigênio, que é liberada para a atmosfera, e o hidrogênio, que é reservado e comprimido para o abastecimento dos veículos.
No Brasil, como a maior parte da energia elétrica obtida é a partir de hidrelétricas, ou seja, menos prejudicial ao meio ambiente, a ideia é utilizar esse método, de preferência no período noturno, em que a energia é menos consumida por setores da economia.

### Reforma a vapor
A produção de hidrogênio através da reforma a vapor do gás natural é uma das formas mais baratas atualmente. Além deste, também é possível a produção por meio do metanol, etanol, grandes hidrocarbonetos e biogases em geral, como rejeitos da agricultura, esgoto humano e animal.
Embora bom financeiramente, a reforma a vapor pode ser danosa ao meio ambiente. Um dos métodos para a produção de hidrogênio através do gás natural ocorre em dois passos, como mostram as equações a seguir:
CH4 + H2O ⇒ CO + 3H2 Reforma de metano
C2H6 + 2 H2O ⇒ 2 CO + 5 H2 Reforma de etano
CO + H2O ⇒ CO2 + 3H2 Reação de troca
Após essa reação, é necessária a remoção de monóxido de carbono, o que polui o meio ambiente. Além disso, as reações ocorrem em altas temperaturas.

## Células combustíveis
Dentre todas as células de combustíveis, as que usam hidrogênio como combustível são chamadas de célula combustível de hidrogênio. Ela é dividida em três compartimentos, em que na central há uma membrana que permite a passagem do íon H+(aq). Nos lados, há válvulas de entrada e saída.
O combustível é introduzido pela válvula indicada no canto esquerdo superior e seu excesso ou resíduo que dele advém saem pela válvula indicada no canto esquerdo inferior. O comburente entra pela válvula direita superior e sai H₂O pela direita inferior.
Veja a seguir as meias-reações e a reação global que ocorre:
Meia reação de oxidação:     H₂₍g₎ à2H⁺(aq)+2e⁻
Meia reação de redução:     2H⁺(aq)+½O₂(g)+2e⁻  àH₂O(l)
Reação global:                         H₂(g)+½O₂(g) àH₂O(l)
É importante salientar que a célula combustível gera como único resíduo é a água. O único impacto que pode ser gerado é no momento de produzir O₂ e H₂, o que pode variar dependendo do método adotado.

## Os projetos no Brasil
Os principais projetos brasileiros referentes a um sistema de transporte sustentável são os feitos no Rio de Janeiro pelo Instituto Alberto Luiz Coimbra de Pós-Graduação e Pesquisa em Engenharia (COPPE/UFRJ) e em São Paulo pela Empresa Metropolitana de Transportes Urbanos (EMTU), sendo que estão entre os pioneiros no mundo em relação a célula a hidrogênio.
A COPPE, que começou seus estudos em 1999, conseguiu colocar o primeiro ônibus em circulação em maio de 2010, enquanto a EMTU conseguiu isso um ano mais cedo. Entretanto, embora ambos os projetos sejam inteiramente nacionais, apenas o projeto carioca utiliza tecnologia 100% brasileira, já que no paulista as células combustíveis são cedidas pela empresa canadense Hidrogenics.

### EMTU-SP
O projeto Estratégia Energético-Ambiental: Ônibus com Célula a Combustível Hidrogênio é o nome dado ao projeto paulista de ônibus a hidrogênio. Ele é feito envolvendo a parceria de diversas empresas e instituições, como o Ministério de Minas e Energia (MME), a EMTU-SP, o Programa das Nações Unidas para o Desenvolvimento (PNUD), o Global Environmental Facility (GEF) e a Financiadora de Estudos e Projetos.
Alguns fatores aumentam a importância desse projeto em São Paulo. Escolhido pelo PNUD, o plano de instalar uma nova tecnologia no transporte público foi turbinada pelo fato do Brasil ser o maior produtor e a Região Metropolitana de São Paulo ter a maior frota de ônibus do mundo, o que torna o projeto economicamente viável. Na parte ambiental, a inovação é necessária, já que a poluição do ar devido a quantidade de veículos motorizados de combustão direta é alta na região.
Ao todo, foram construídos ônibus equipados com motores especiais e uma estação de abastecimento e de produção de hidrogênio por eletrólise da água, na sede da EMTU. A estação, no futuro, emitirá pouca poluição, pois há a perspectiva que toda energia elétrica usada nela seja provida por hidrelétricas.
Já os ônibus possuem capacidade de armazenar 45 kg de hidrogênio e possuem três baterias de alto desempenho. O consumo é de 15 kg/100 km, ou seja, o veículo pode rodar até 300 km só a base de hidrogênio. Além disso, as baterias permitem percorrer mais 40 km e podem ser reabastecidas pelas células de combustível durante o período que o veículo estiver parado, como no embarque e desembarque de passageiros, como também no aproveitamento de energia de frenagem por regeneração.
Veja a seguir alguns dados:
Características da estação de produção e abastecimento de hidrogênio:
1. Produção H2: 120 kg/dia
2. PW Consumo: 65 kWh/kg
3. Pureza H2: 99.99%
4. Armazenagem H2: 72 kg a 414 BAR
5. Dispenser: mangueia com sistema de comunicação

O projeto de US$ 16 milhôes teve três ônibus na primeira frota a adotar energia limpa em julho de 2015. Os ônibus irão circular no trecho Diadema-Morumbi no Corredor São Mateus-Jabaquara, em um trajeto de cerca de 44 km, com linhas que atendem cerca de 270 mil passageiros/dia.
As consequências do plano são amplas e benéficas. O impacto científico e tecnológico foi motivar as pesquisas sobre a produção, utilização e implantação do hidrogênio como combustível, que resulta na questão econômica, já que os custos ficam menores com o avanço e popularização dessa tecnologia. Além disso, a futura diminuição da emissão de gases e a melhoria do transporte urbano serão positivas em todos os sentidos.

### COPPE/UFRJ
Igualmente ao projeto da EMTU-SP, esse não usa apenas a energia proveniente da célula de combustível. Há três mecanismos de abastecimento do ônibus: A primeira é o reabastecimento das baterias através da rede elétrica por um sistema plug em "eletropostos" (estações de carga); a segunda é de sistema de recuperação de energia cinética no momento de desaceleração do veículo, que é armazenada em forma de energia elétrica. O sistema é semelhante ao da Fórmula 1, que o utiliza para aumento de potência; a terceira vêm do uso das pilhas de combustível que transformam o hidrogênio dos cilindros do ônibus e o oxigênio do ar em energia elétrica, que também será armazenada em baterias. Tudo isso garante uma tração sem ruídos e livre de poluentes.
O ônibus da COPPE participou da Rio+20 em 2012 e foi um dos destaques de novas tecnologias. Era previsto que o transporte na Copa do Mundo de 2014 fosse feita por esse ônibus, entretanto essa vontade não saiu do papel, o que posterga esse objetivo para as Olimpíadas de 2016.
O ônibus, que conta com o financiamento da Finep, Petrobrás, CNPq e da Faperj, já percorreu o campus da Cidade Universitária da UFRJ, com protótipo, que tem um custo de cerca de R$ 1 milhão. Até 2012, ano de lançamento de mais dois protótipos, o projeto já tinha recebido o valor de R$ 15 milhões.
Segundo publicado na mídia, o cientista Paulo Emilio de Miranda, da COPPE/UFRJ, ”o primeiro ônibus europeu consumia 25kg de hidrogênio por 100km rodados. O atual consome 14 kg por 100km rodados, e o brasileiro usa 5 kg para a mesma distância.” Esses números impressionam pela vantagem que isso causa no custo de manutenção e no ganho do meio ambiente ao se utilizar o projeto brasileiro.